# NGC 2505
NGC 2505 је спирална галаксија у сазвежђу Рис која се налази на NGC листи објеката дубоког неба.
Деклинација објекта је + 53° 32' 59" а ректасцензија 8h 4m 6,7s. Привидна величина (магнитуда) објекта NGC 2505 износи 13,2 а фотографска магнитуда 14,1. NGC 2505 је још познат и под ознакама UGC 4193, MCG 9-13-115, CGCG 262-66, NPM1G +53.0048, IRAS 08001+5341, PGC 22644.